# Canal de Villadangos
El canal de Villadangos es una obra de ingeniería civil que se inauguró en 1969. Dicho canal discurre 17,5 kilómetros íntegramente en la provincia de León, permitiendo el riego de 6.188 hectáreas con agua dulce proveniente del embalse de Barrios de Luna. El uso principal del agua es la agricultura.

## Datos técnicos[1]
- Longitud: 17,5 kilómetros

- Superficie dominada: 7.500 hectáreas

- Superficie regada: 6.188 hectáreas

- Caudal máximo en origen: 8 m³/s